# Sandy Archibald
Alexander "Sandy" Archibald (Aberdour, Escocia, 6 de septiembre de 1897 † noviembre de 1946) fue un futbolista y entrenador escocés. Se desempeñaba en posición de exterior derecho.

## Selección nacional
Fue internacional con la Selección de fútbol de Escocia en una ocasión en 1932.

## Clubes
| Club            | País    | Año       |
| --------------- | ------- | --------- |
| Raith Rovers    | Escocia | 1915-1917 |
| Glasgow Rangers | Escocia | 1917-1934 |

### Entrenador
| Club                 | País    | Año       |
| -------------------- | ------- | --------- |
| Raith Rovers         | Escocia | 1934-1939 |
| Dunfermline Athletic | Escocia | 1939-1946 |

## Palmarés

### Campeonatos nacionales
| Título                    | Club            | País    | Año                                                              |
| ------------------------- | --------------- | ------- | ---------------------------------------------------------------- |
| Premier League de Escocia | Glasgow Rangers | Escocia | 1918 1920 1921 1923 1924 1925 1927 1928 1929 1930 1931 1933 1934 |
| Copa de Escocia           | Glasgow Rangers | Escocia | 1928 1930 1932 1934                                              |

### Como entrenador
| Título                      | Club         | País    | Año     |
| --------------------------- | ------------ | ------- | ------- |
| Primera División de Escocia | Raith Rovers | Escocia | 1937/38 |